# Srce, ruke i lopata – Best of 2
Srce, ruke i lopata – Best of 2 drugi je kompilacijski album bosanskohercegovačkog rock sastava Zabranjeno pušenje. Objavila ga je 1998. godine diskografska kuća TLN-Europa.

## Popis pjesama
Izvor: Discogs
| 1.    | »Neću da budem Švabo u dotiranom filmu« | Das ist Walter, 1984.               | 2:30 |
| 2.    | »Abid«                                  | Das ist Walter                      | 3:40 |
| 3.    | »Dok čekaš sabah sa šejtanom«           | Dok čekaš sabah sa šejtanom, 1985.  | 4:43 |
| 4.    | »Nedelja kada je otišao Hase«           | Dok čekaš sabah sa šejtanom         | 4:07 |
| 5.    | »Srce, ruke i lopata«                   | Pozdrav iz zemlje Safari, 1987.     | 4:36 |
| 6.    | »Dan republike«                         | Pozdrav iz zemlje Safari            | 3:42 |
| 7.    | »Manijak«                               | Pozdrav iz zemlje Safari            | 3:10 |
| 8.    | »Murga Drot«                            | Pozdrav iz zemlje Safari            | 4:12 |
| 9.    | »Piccola Storia Di Grande Amore«        | Male priče o velikoj ljubavi, 1989. | 5:01 |
| 10.   | »12 sati«                               | Male priče o velikoj ljubavi        | 3:54 |
| 11.   | »Pišonja i Žuga u paklu droge«          | Male priče o velikoj ljubavi        | 5:17 |
| 12.   | »Javi mi«                               | Male priče o velikoj ljubavi        | 3:46 |
| 48:38 |                                         |                                     |      |

## Osoblje
Preneseno s omota albuma.
Produkcija
- Davor Sučić – produkcija
- Mustafa Čengić – produkcija
- Mahmut "Paša" Ferović – produkcija
- Sven Rustempašić – produkcija

Dizajn
- Zenit Đozić – dizajn, fotografija
- Srđan Velimirović – dizajn, fotografija